# Capriglia Irpina

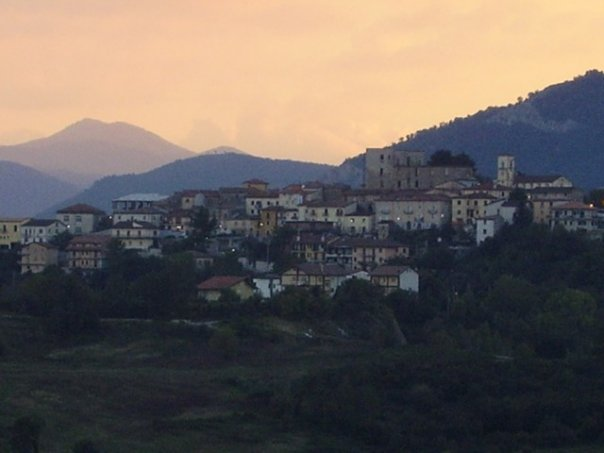
Capriglia Irpina

Capriglia Irpina ist eine italienische Gemeinde mit 2216 Einwohnern (Stand 31. Dezember 2023) in der Provinz Avellino in der Region Kampanien. 

## Geografie
Die Nachbargemeinden sind Avellino, Grottolella, Sant’Angelo a Scala, Summonte und Montefredane. Die Ortsteile lauten Breccelle I, Breccelle II, Casale, Marzano, Pozzo del Sale, San Felice und Spinielli.